# Калидромо
 Тази статия е за планината.  За железопътния тунел вижте Калидромо (тунел).  
Калѝдромо (на гръцки: Καλλίδρομο, катаревуса: Καλλίδρομον, Калидромон; в превод на български: добър път, в миналото известна още като Саромата (на гръцки: Σαρώματα), е планина в Централна Гърция обхващаща югоизточната част от ном Фтиотида и североизточна Фокида. Максималната ѝ височина е 1419 m, по други данни 1372 m. Главният път на Гърция и магистрала GR-1, заедно с GR-3, минава северно, югозападно и западно от Калидромо, следвайки тясната крива равна линия покрай морския бряг на Малиакския залив на югозапад и запад от планината.
Надлъжният масив на Калидромо е разположен в посока от северозапад на югоизток и е с максимална дължина 38-40 км. По ширина от север на юг е около 16 км, а в най-тясната си част е около 10 км.
Древният град на Термопилите се намира на северозапад от планината. Между Калидромо и брега на Малиакския залив на Егейско море се намират Термопилите - проход на който са се разиграли много исторически битки, най-известната от които е битката при Термопилите по време на гръко-персийските войни.
Южно от Калидромо е Парнас, югозападно Вардусия, а западно - Гиона. Североизточно от планината през залива се намира Евбея. Като цяло Калидромо е населена планина. През планината се осъществяват редица транспортни връзки с тунели на автомагистрала А1 и на железопътната линия Солун – Атина/Пирея.